# 石原夏織のCarry up!?
『石原夏織のCarry up!?』（いしはらかおりのきゃりーあっぷ）は、2018年1月1日から配信されているインターネットラジオ番組である。番組開始から2025年3月24日までは文化放送・超!A&G+にて配信され、2025年4月7日からは『石原夏織のCarry up!? NEXT』（いしはらかおりのきゃりーあっぷねくすと）と改め、石原夏織Official YouTube チャンネルにて配信中。
パーソナリティは、声優の石原夏織。

## 番組概要
石原にとっては初の単独冠番組。「声優として、またラジオパーソナリティとしてのスキルアップを目指し、リスナーとともに経験を積み重ねていく」という趣旨が設定されている。
2020年5月20日から（第125回）、超A&GのYouTubeチャンネルにてアーカイブ配信を開始した。
2025年3月24日、超!A&G+のサービス終了に伴い一旦終了。同年4月7日から石原夏織Official YouTube チャンネルにて配信を再開した。
『Carry up!?』時代は動画配信というスタイルで配信、現行の『Carry up!? NEXT』は音声のみの配信となっている。

## パーソナリティ
- 石原夏織

## 配信時間

### 現在
本配信：隔週月曜日 19:00 - 19:30頃（2025年4月7日 - ）
この他、本配信の翌週月曜日19時にファンクラブ限定パートが配信される。

### 『超!A&G+』時代
本配信：毎週月曜日 19:00 - 19:30（2018年1月1日 - 2025年3月24日）
リピート放送：火曜日 7:00 - 7:30（2018年1月2日 - 9月25日）、水曜日 7:30 - 8:00（2020年4月1日 - 2023年3月29日）
この他、毎週水曜日の12:00には超A&GのYouTubeチャンネルにてアーカイブ配信あり。

## コーナー
- フツオタ
  - 石原夏織に聞いてみたい、話したいこと、他に何でもコーナー[11]。
- キャリンフォメーション
  - 告知コーナー[11]。
- キャリする
  - 「Carry Through」の意。リスナーから寄せられた豆知識や質問などに対し、石原が深掘りした調査や検証を行う。

## ゲスト

### 『Carry up!?』時代
- 第89回（2019年9月9日） - 鷲崎健[12]
- 第112回（2020年2月17日・科学技術館にて行われた公開録音回） - 近藤玲奈[13]

## イベント・公開収録
| 開催日         | タイトル                                            | ゲスト                                              | 会場                                  | 備考               |
| -------------- | --------------------------------------------------- | --------------------------------------------------- | ------------------------------------- | ------------------ |
| 2019年2月23日  | 石原夏織のCarry up&up!? in サイエンスホール         | 本渡楓（第一部） 新田ひより（第二部）               | 科学技術館 サイエンスホール (東京都） |                    |
| 2020年2月8日   | 石原夏織のCarry up&up!? -100回突破記念公開収録-     | 近藤玲奈                                            | 科学技術館 サイエンスホール (東京都） |                    |
| 2020年12月26日 | 石原夏織のCarry up&up!? X’MAS SPECIAL               | 久保ユリカ                                          | 科学技術館 サイエンスホール (東京都） | オンライン配信あり |
| 2022年1月16日  | 石原夏織のCarry up&up!? -200回突破記念公開イベント- | 市ノ瀬加那（第一部） 鷲崎健・新田ひより（第二部）   | 科学技術館 サイエンスホール (東京都） | オンライン配信あり |
| 2024年2月4日   | 石原夏織のCarry up&up!? -6周年記念公開イベント-     | 瀬戸麻沙美（第一部） 寿美菜子・新田ひより（第二部） | 科学技術館 サイエンスホール (東京都） |                    |
| 2025年2月8日   | 石原夏織のCarry up&up!? -公開イベント2025-          | 高野麻里佳                                          | 科学技術館 サイエンスホール (東京都） |                    |